# وگینو
وگینو (به ایتالیایی: Veggiano) یک کومونه در ایتالیا است که در استان پادووا واقع شده‌است.

## خصوصیات
وگینو ۱۶٫۲ کیلومترمربع مساحت و ۳٬۸۹۴ نفر جمعیت دارد.